# تشارالامبوس كزانثوبولوس
تشارالامبوس كزانثوبولوس (باليونانية: Μπάμπης Ξανθόπουλος)‏، من مواليد 29 أغسطس 1956 ، لاعب كرة قدم يوناني سابق.
لعب مع منتخب اليونان لكرة القدم.

## روابط خارجية
- تشارالامبوس كزانثوبولوس على موقع قاعدة بيانات كرة القدم.إي يو (الإنجليزية)
- تشارالامبوس كزانثوبولوس على موقع ناشيونال فوتبول تيمز (الإنجليزية)
- تشارالامبوس كزانثوبولوس على موقع عالم كرة القدم.نت (الإنجليزية)